# Венера Савиньянская
Венера Савиньянская (итал. Venere di Savignano) — палеолитическая венера из серпентина, найденная в 1925 году в коммуне Савиньяно-суль-Панаро в Италии.

## История обнаружения
Статуэтка была обнаружена в 1925 году в итальянской коммуне Савиньяно-суль-Панаро неподалеку от Модены местным жителем Олиндо Замбелли в ходе строительных работ на глубине около 1 метра. Жена посоветовала Замбелли выбросить бесполезный «камень», однако вместо этого фермер отнес находку художнику и скульптору Джузеппе Грациози, который выкупил венеру и передал её в Музей Пигорини.

## Характеристика
Савиньянская венера представляет собой статуэтку биконической формы высотой около 22 см, тем самым являясь одной из крупнейших в своем роде. Наиболее детально проработаны формы груди, ягодиц и живота, также обозначены контуры ног. Можно предположить, что первобытный скульптор при создании своего произведения непосредственно исходил из очертаний выбранного фрагмента серпентина.
Датировка венеры из Савиньяно вызывает сложности, так как она была представлена ученым вне археологического контекста. Кроме того, Замбелли помыл свою находку, тем самым уничтожив содержащиеся на ней следы органики и грунта. В результате исследователи попытались определить время создания статуэтки с помощью соответствующих аналогий. Уже в 1925 году молодой археолог Паоло Грациози (сын Джузеппе Грациози) соотнес находку с периодом верхнего палеолита, что однако противоречило мнению директора Музея Пигорини Уго Антониэлли, который считал Савиньянскую венеру неолитической. Тем не менее, последующие исследования доказали, что статуэтка была создана более 20 тыс. лет назад и принадлежит к граветтской культуре верхнего палеолита.